# Trochocyathus
Trochocyathus is een geslacht van neteldieren uit de klasse van de Anthozoa (bloemdieren).

## Soorten
- Trochocyathus (Aplocyathus) brevispina Cairns & Zibrowius, 1997
- Trochocyathus (Aplocyathus) hastatus Bourne, 1903
- Trochocyathus (Aplocyathus) longispina Cairns & Zibrowius, 1997
- Trochocyathus (Trochocyathus) aithoseptatus Cairns, 1984
- Trochocyathus (Trochocyathus) apertus Cairns & Zibrowius, 1997
- Trochocyathus (Trochocyathus) burchae (Cairns, 1984)
- Trochocyathus (Trochocyathus) caryophylloides Alcock, 1902
- Trochocyathus (Trochocyathus) cepulla Cairns, 1995
- Trochocyathus (Trochocyathus) cooperi (Gardiner, 1905)
- Trochocyathus (Trochocyathus) decamera Cairns, 1994
- Trochocyathus (Trochocyathus) discus Cairns & Zibrowius, 1997
- Trochocyathus (Trochocyathus) efateensis Cairns, 1999
- Trochocyathus (Trochocyathus) fasciatus Cairns, 1979
- Trochocyathus (Trochocyathus) fossulus Cairns, 1979
- Trochocyathus (Trochocyathus) gardineri (Vaughan, 1907)
- Trochocyathus (Trochocyathus) gordoni Cairns, 1995
- Trochocyathus (Trochocyathus) japonicus Eguchi, 1968
- Trochocyathus (Trochocyathus) laboreli Cairns, 2000
- Trochocyathus (Trochocyathus) maculatus Cairns, 1995
- Trochocyathus (Trochocyathus) mauiensis (Vaughan, 1907)
- Trochocyathus (Trochocyathus) oahensis Vaughan, 1907
- Trochocyathus (Trochocyathus) patelliformis Cairns, 1999
- Trochocyathus (Trochocyathus) philippinensis Semper, 1872
- Trochocyathus (Trochocyathus) porphyreus (Alcock, 1893)
- Trochocyathus (Trochocyathus) rawsonii Pourtalès, 1874
- Trochocyathus (Trochocyathus) rhombocolumna Alcock, 1902
- Trochocyathus (Trochocyathus) semperi Cairns & Zibrowius, 1997
- Trochocyathus (Trochocyathus) spinosocostatus Zibrowius, 1980
- Trochocyathus (Trochocyathus) vasiformis Bourne, 1903
- Trochocyathus (Trochocyathus) wellsi Cairns, 2004

## Uitgestorven soorten
- Trochocyathus abnormalis Duncan, 1864 †
- Trochocyathus armata Michelotti, 1838 †
- Trochocyathus mitratus (Goldfuss, 1827) †
- Trochocyathus (Trochocyathus) mediterraneus Zibrowius, 1980 †